# Лихтенштейн на зимних Олимпийских играх 1968
Лихтенштейн принимал участие в Зимних Олимпийских играх 1968 года в Гренобле (Франция), но не завоевал ни одной медали.

## Результаты

### Горнолыжный спорт
Мужчины
| Спортсмен           | Дисциплина        | 1-й спуск | 1-й спуск | 2-й спуск | 2-й спуск | Итог    | Итог  |
| Спортсмен           | Дисциплина        | Время     | Место     | Время     | Место     | Время   | Место |
| ------------------- | ----------------- | --------- | --------- | --------- | --------- | ------- | ----- |
| Арнольд Бек         | скоростной спуск  |           |           |           |           | DNF     | -     |
| Ханс-Вальтер Шадлер | скоростной спуск  |           |           |           |           | DNF     | -     |
| Вольфганг Эндер     | скоростной спуск  |           |           |           |           | 2:08.08 | 37    |
| Йозеф Гасснер       | скоростной спуск  |           |           |           |           | 2:06.91 | 33    |
| Ханс-Вальтер Шадлер | гигантский слалом | 2:01.38   | 68        | 1:55.58   | 44        | 3:56.96 | 57    |
| Альберт Фрик        | гигантский слалом | 1:57.75   | 60        | 1:58.15   | 57        | 3:55.90 | 56    |
| Йозеф Гасснер       | гигантский слалом | 1:51.10   | 37        | 1:51.28   | 28        | 3:42.38 | 31    |
| Вольфганг Эндер     | гигантский слалом | 1:50.57   | 36        | 1:52.86   | 37        | 3:43.43 | 32    |

Слалом
| Спортсмен           | 1-й спуск | 1-й спуск | 2-й спуск | 2-й спуск | Финал                | Финал                | Финал                | Финал                | Финал                | Финал                |
| Спортсмен           | Время     | Место     | Время     | Место     | 1-й спуск            | Место                | 2-й спуск            | Место                | Время                | Место                |
| ------------------- | --------- | --------- | --------- | --------- | -------------------- | -------------------- | -------------------- | -------------------- | -------------------- | -------------------- |
| Ханс-Вальтер Шадлер | 56.07     | 3         | 55.21     | 2         | Завершил выступления | Завершил выступления | Завершил выступления | Завершил выступления | Завершил выступления | Завершил выступления |
| Йозеф Гасснер       | DNF       | -         | 57.74     | 2         | Завершил выступления | Завершил выступления | Завершил выступления | Завершил выступления | Завершил выступления | Завершил выступления |
| Вольфганг Эндер     | 55.55     | 3         | 56.73     | 1 QF      | 53.67                | 32                   | DSQ                  | -                    | DSQ                  | -                    |

Женщины
| Спортсменка  | Дисциплина        | 1-й спуск | 1-й спуск | 2-й спуск | 2-й спуск | Итог    | Итог  |
| Спортсменка  | Дисциплина        | Время     | Место     | Время     | Место     | Время   | Место |
| ------------ | ----------------- | --------- | --------- | --------- | --------- | ------- | ----- |
| Марта Бюхлер | скоростной спуск  |           |           |           |           | 1:53.53 | 38    |
| Марта Бюхлер | гигантский слалом |           |           |           |           | 2:06.20 | 33    |
| Марта Бюхлер | слалом            | 55.24     | 34        | 54.20     | 25        | 1:49.44 | 28    |

### Санный спорт
| Спортсмен    | 1-й спуск | 1-й спуск | 2-й спуск | 2-й спуск | 3-й спуск | 3-й спуск | Итог    | Итог  |
| Спортсмен    | Время     | Место     | Время     | Место     | Время     | Место     | Время   | Место |
| ------------ | --------- | --------- | --------- | --------- | --------- | --------- | ------- | ----- |
| Юлиус Шадлер | DNF       | -         | -         | -         | -         | -         | DNF     | -     |
| Симон Бек    | 1:03.52   | 43        | 1:04.54   | 44        | 1:03.59   | 43        | 3:11.65 | 41    |
| Вернер Зеле  | 1:00.92   | 35        | 1:01.27   | 35        | 1:01.69   | 39        | 3:03.88 | 36    |